# Jorien ter Mors
Jorien ter Mors (Enschede, 1989. december 21. –) olimpiai-, világ- és Európa-bajnok holland gyorskorcsolyázó és rövidpályás gyorskorcsolyázó. Az első női sportoló, aki ugyanazon az olimpián több sportágban is érmet nyert.

## Pályafutása

### Rövidpályás gyorskorcsolya
Jorien ter Mors a 2010-es téli olimpián 500 méteren összesítésben a 23. helyen végzett, 1000 méteren pedig kizárták az előfutamokban. A holland váltóval a B-döntőbe kvalifikálták magukat, amit végül megnyertek.  
A 2013-as világbajnokságon 1000 méteren ezüstérmet szerzett. Ez volt az első egyéni érme, 2011-ben a holland váltó tagjaként lett ezüstérmes 3000 méteren. Összesen kilenc aranyérmet nyert az Európa-bajnokságokon.
A 2014-es szocsi olimpián 6. lett 500 méteren, míg 1500 méteren negyedik. 
A 2018-as phjongcshangi olimpián a váltóval nem jutottak be az A-döntőbe, azonban az ottani kizárásoknak köszönhetően végül bronzérmet vehetett át csapattársaival. Ter Mors lett az első női sportoló, aki olimpiai érmet nyert két különböző sportágban ugyanazon a téli olimpián.

### Gyorskorcsolya
2012-ben kezdett el versenyezni hagyományos gyorskorcsolyában is. Megnyerte a 2013-as holland országos bajnokságot és a 2015-ös bajnokságot 1500 méteren, és bár ezt követően többnyire rövid pályán versenyzett, tagja volt a 2013-14-es szezonban Világkupa-győztes holland csapatnak. 
a 2013. december 26-án és 30-án tartott holland olimpiai válogatóversenyen 1000, 1500 és 3000 méteren is elindult, de csak 1500 méteren kvalifikált, ahol harmadik helyen végzett Ireen Wüst és Lotte van Beek mögött. 2014. február 16-án olimpiai bajnoki címet nyert Szocsiban az 1500 méteres távon és tagja volt az aranyérmes holland váltónak is. Az 1500 méteren teljesített 1:53,51-es ideje új olimpiai rekord volt. 2018-ban újabb olimpiai bajnoki címet szerzett 1000 méteren.

## Dobogós helyezései a Világkupán

### Rövidpályás gyorskorcsolya
| Dátum                | Szezon  | Helyszín  | Eredmény | Versenyszám |
| 2010. december 5.    | 2010–11 | Csangcsun | Bronz    | 3000 m      |
| 2012. február 5.     | 2011–12 | Moszkva   | Bronz    | 3000 m      |
| 2012. február 11.    | 2011–12 | Dordrecht | Ezüst    | 1000 m      |
| 2013. február 10.    | 2012–13 | Drezda    | Arany    | 3000 m      |
| 2013. szeptember 28. | 2013–14 | Sanghaj   | Bronz    | 1500 m      |

### Gyorskorcsolya
| Dátum              | Szezon  | Helyszín   | Eredmény | Versenyszám  |
| 2012. november 16. | 2012–13 | Heerenveen | Bronz    | 3000 m       |
| 2012. november 17. | 2012–13 | Heerenveen | Ezüst    | Tömeges rajt |
| 2013. december 8.  | 2013–14 | Berlin     | Arany    | Csapat       |

## További információ
- Hivatalos weboldal